# Ceratocanthus globulus
Ceratocanthus globulus är en skalbaggsart som beskrevs av Wilhelm Ferdinand Erichson 1843. Ceratocanthus globulus ingår i släktet Ceratocanthus och familjen Hybosoridae. Inga underarter finns listade i Catalogue of Life.